# La Villa (Campi Bisenzio)
La Villa è una frazione del comune italiano di Campi Bisenzio, nella città metropolitana di Firenze, in Toscana.
La frazione de La Villa è posta a nord ovest del capoluogo, tra Via Barberinese e la frazione di Capalle.
La località era un tempo famosa per l'attività di produzione di concime naturale, la cosiddetta "colombina" che ha dato anche il nome alla via principale; oggi La Villa è praticamente saldata al quartiere di Santa Maria, della cui parrocchia fa parte, ed alla frazione di Capalle.
La frazione è nota per aver dato i natali all'attore Carlo Monni e per essere stata per molti anni la residenza del cantante Narciso Parigi.